# Sutton County
Das Sutton County ist ein County im Bundesstaat Texas der Vereinigten Staaten. Das U.S. Census Bureau hat bei der Volkszählung 2020 eine Einwohnerzahl von 3.372 ermittelt. Der Verwaltungssitz (County Seat) ist Sonora.

## Geographie
Das County liegt etwa 40 km westlich des geographischen Zentrums von Texas und hat eine Fläche von 3767 Quadratkilometern, wovon 2 Quadratkilometer Wasserfläche sind. Es grenzt im Uhrzeigersinn an folgende Countys: Schleicher County, Kimble County, Edwards County, Val Verde County und Crockett County.

## Geschichte
Sutton County wurde 1887 aus Teilen des Crockett County gebildet. Benannt wurde es nach John Schuyler Sutton, einem Texas Ranger und Soldaten der texanischen Revolution und Offizier im amerikanischen Bürgerkrieg.

## Demografische Daten
Nach der Volkszählung im Jahr 2000 lebten im Sutton County 4.077 Menschen in 1.515 Haushalten und 1.145 Familien. Die Bevölkerungsdichte betrug 1 Einwohner pro Quadratkilometer. Ethnisch betrachtet setzte sich die Bevölkerung zusammen aus 75,28 Prozent Weißen, 0,25 Prozent Afroamerikanern, 0,42 Prozent amerikanischen Ureinwohnern, 0,17 Prozent Asiaten und 22,27 Prozent aus anderen ethnischen Gruppen; 1,62 Prozent stammten von zwei oder mehr Ethnien ab. 51,66 Prozent der Einwohner waren spanischer oder lateinamerikanischer Abstammung.
Von den 1.515 Haushalten hatten 38,2 Prozent Kinder oder Jugendliche, die mit ihnen zusammen lebten. 63,6 Prozent waren verheiratete, zusammenlebende Paare 7,7 Prozent waren allein erziehende Mütter und 24,4 Prozent waren keine Familien. 22,6 Prozent waren Singlehaushalte und in 9,6 Prozent lebten Menschen im Alter von 65 Jahren oder darüber. Die durchschnittliche Haushaltsgröße betrug 2,67 und die durchschnittliche Familiengröße betrug 3,15 Personen.
28,8 Prozent der Bevölkerung war unter 18 Jahre alt, 6,7 Prozent zwischen 18 und 24, 27,7 Prozent zwischen 25 und 44, 24,4 Prozent zwischen 45 und 64 und 12,5 Prozent waren 65 Jahre alt oder älter. Das Durchschnittsalter betrug 36 Jahre. Auf 100 weibliche Personen kamen 99,5 männliche Personen und auf 100 Frauen im Alter von 18 Jahren oder darüber kamen 96 Männer.

Das jährliche Durchschnittseinkommen eines Haushalts betrug 34.385 USD, das Durchschnittseinkommen einer Familie betrug 38.143 USD. Männer hatten ein Durchschnittseinkommen von 31.193 USD, Frauen 18.587 USD. Das Prokopfeinkommen betrug 17.105 USD. 14,1 Prozent der Familien und 18,0 Prozent der Einwohner lebten unterhalb der Armutsgrenze.